# Hydromys hussoni
Hydromys hussoni é uma espécie de roedor da família Muridae.
Pode ser encontrada nos seguintes países: Indonésia (Nova Guiné Ocidental) e Papua-Nova Guiné.
Está ameaçada por perda de habitat.